# Mayafolket

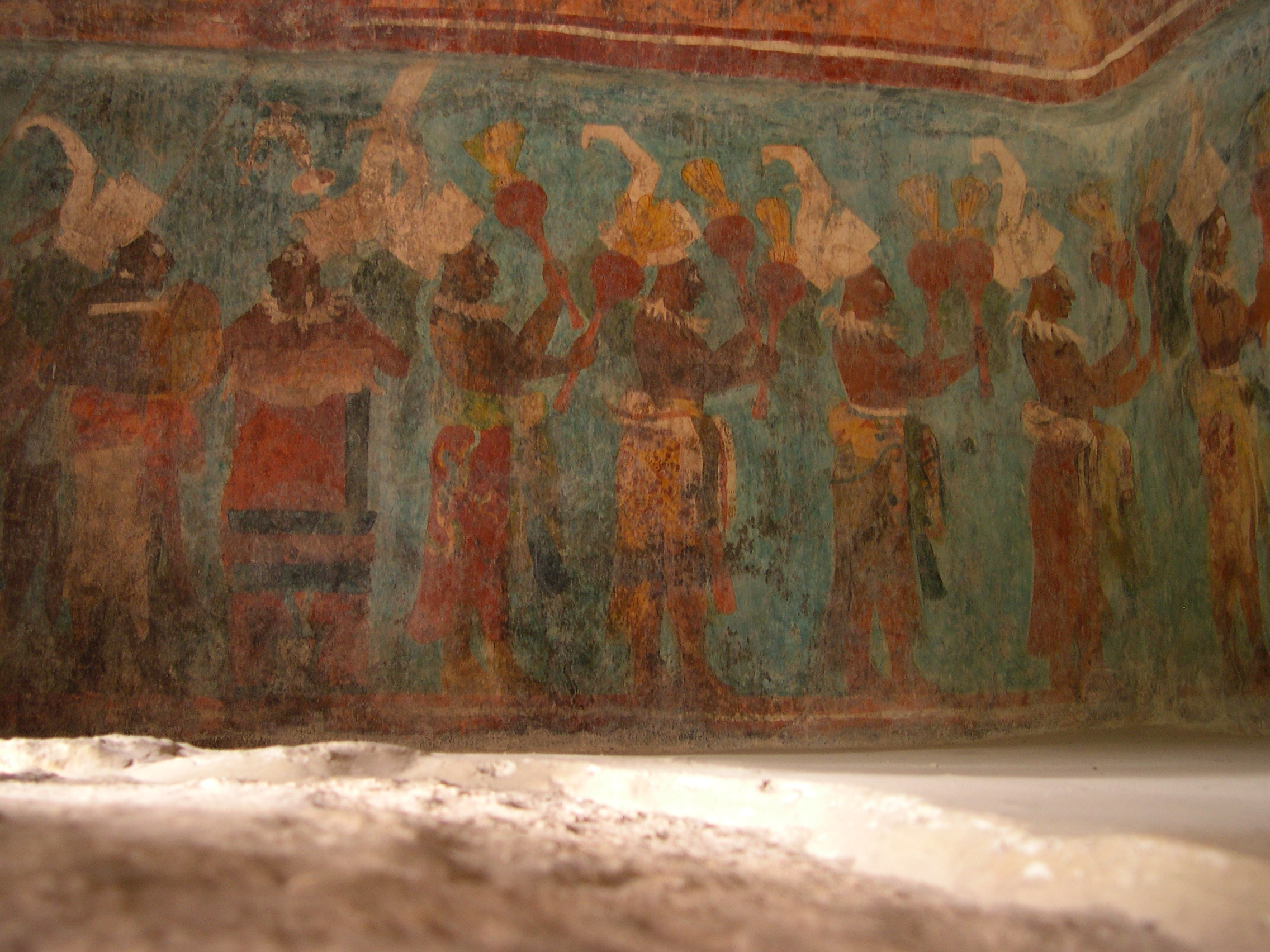
Målning vid Bonampak i Mexiko som målats av mayafolket

Mayafolket eller Maya, även Mayaindianer, syftar på befolkningen i den mest framträdande av de historiska mesoamerikanska civilisationerna, Mayakulturen, och syftar fortfarande på de mayatalande folk som i dag lever i samma områden. Maya var egentligen en rad olika folk med samma religiösa föreställningar och kultur som talade något av de 31 olika mayaspråken. De bodde i delar av vad som i dag är södra Mexiko, El Salvador, Belize, Honduras och Guatemala i Centralamerika.

## Historisk översikt
Mayafolkets utbredning täckte ett brett område i södra Mexiko: delstaterna Chiapas, Campeche, Yucatan, Quintana Roo och Tabasco och vidare i centralamerikanska länder som Belize, Guatemala, Nicaragua, Honduras. Mayafolket var inte ensamma om makten i Mesoamerika, utan delade den med manguer och Huastec, azteker och olmeker samt flera andra mesoamerikanska folk. Dessa folkslag kom troligtvis från Sibirien bland de migrerande asiatiska nomadfolk, som mellan 15000 och 8000 år f.Kr. utnyttjade den dåvarande landbryggan över Berings sund mellan dagens Ryssland och Alaska.
Ett ursprungligt mayafolk hade under århundraden kommit att isoleras i olika stammar, som ofta levde under i övrigt skiftande betingelser. Maya hade sin storhetstid under åren 250–950. Då hade man uppnått ett civiliserat samhälle med mäktiga tempel och pyramider.
Mayafolket brukar delas upp i de arkaiska arkitektoniska mayas som byggde de monumentala pyramider som fortfarande finns som mayaruiner, och de senare "historiska" mayas d.v.s. de mayas som Hernan Cortez och andra conquistadorer "erövrare" träffade på vid Yucatans kust.
Mayafolket byggde monumentala pyramider från den förklassiska perioden (ca 1000 f.Kr.–320 e.Kr.) som Nakbé, San Bartolo i Norra Petén Guatemala, och vidare genom den klassiska perioden åren 320–1000. De byggde även städerna Tikal, Palenque, Copán, Uaxactún, Rio Azul och Ceibal. I den postklassiska perioden (1000–1687) började en stor utveckling av navigation till havs bland mayafolket. Städer som Tulúm, Xel-Há, Polé (Xcaret) fungerade som huvudhamnar och kopplade en stor del av Karibiska havet till Yucatahalvön samt Belize, Guatemala och det fruktbara området Sula i norra Nicaragua. En avgörande faktor i denna utveckling var det inflytande den indiangruppen "putunes" gjorde. De var maya-chontales från södra Tabasco i ett område fullt av insjöar och floder som Grijalva och Usumacinta. Detta betydde att mayas blev duktiga navigatörer. En gren av putunes kallade Itzáer bosatte sig i Polé, Qintana Roo och 918 erövrade de staden Chichén i Yucatán för att bli Chichén Itzá.
Mayafolken försörjde sig på jordbruk, biodling och fiske. Nationalgrödan var majs, men även bönor, tomat, paprika och squash odlades. Majsen var den viktigaste basfödan och hade även en stor kulturell och religiös betydelse. De odlade alla grödor på ett och samma ställe för att undvika att jorden utarmades i det ohälsosamma klimatet.
Mayafolket levde under flera tusen år och deras ättlingar finns som sagt kvar än i dag, men det löst sammanhållna mayanska "riket" tog definitivt slut i och med den spanska erövringen av Centralamerika på 1500-talet. Det sista mayanska kungadömet, Itzáernas vid Flores, intogs dock så sent som 1697.
Mayafolket drabbades i stor utsträckning av spanjorernas tvångskristnande. Missionärerna brände deras skrifter och förstörde många gamla tempel för att bygga katolska kyrkor av och ovanpå ruinerna, ett paradexempel är Cholula.

## Modern tid
Det andliga spelar fortfarande en stor roll och gamla mayanska traditioner lever vidare än idag hos ättlingar till det gamla mayafolket. I Guatemala utgör de 60 procent av befolkningen. I Mexiko lever dessa kvar på Yucatánhalvön och i Chiapas, där många bor i små byar som ser ut ungefär som för tusen år sedan i kommuner med en mer stadsliknande centralort, till exempel tzotzil-talande i San Juan Chamula och Zinacantán. Dessa har kvar delar av sin gamla religion, men den har fått en stark katolsk prägel med helgon, träkors och messianska föreställningar förmedlade av cargo-företrädare som arrangerar riterna. I Chiapas rapporteras (2005) spanska muslimer ha bedrivit framgångsrik mission bland mayafolket.
Dessa urinvånare har under åren protesterat och gjort uppror emot kolonisatörerna - ett exempel är det så kallade Kastkriget på Yucatánhalvön i mitten av 1800-talet.
Mayafolkets levnadsvillkor är generellt sett mycket sämre än hos den övriga befolkningen. I Guatemala är till exempel deras barnadödlighet mycket högre, 20 procent emot hela landets 5,6 procent. Deras medellivslängd är 45 år mot hos hela befolkningen, 63 år.
År 1992 mottog mayan Rigoberta Menchú Nobels fredspris för sin kamp för mayaättlingarnas rättigheter i Central- och Sydamerika.

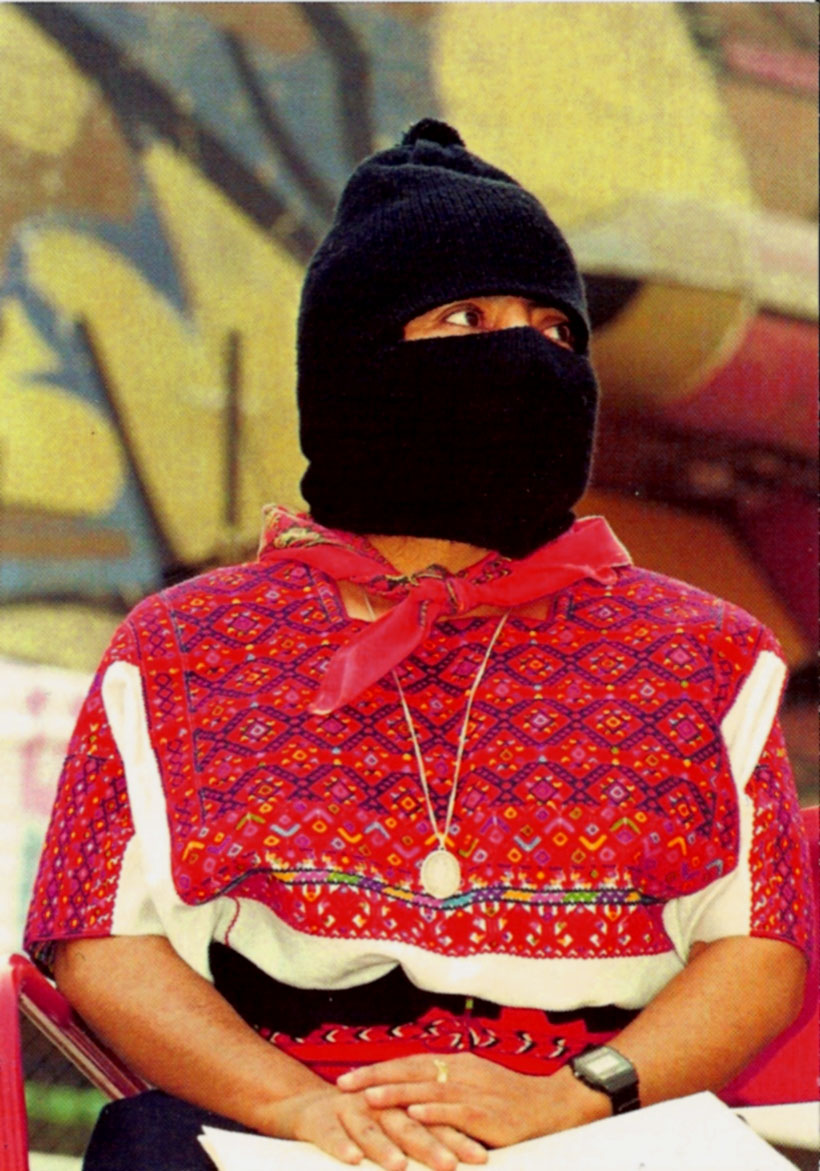
Comandanta Ramona (1959-2006)

I januari 1994 startade EZLN, Zapatistarmén för nationell befrielse, sin väpnade aktion i Chiapas med Comandanta Ramona och Subcomandante Marcos i ledningen och krav på jämlikhet, rättvisa, demokrati och frihet för alla mexikaner enligt sin "Första deklarationen från Lacandóndjungeln". Efter två veckor föreslog den mexikanska regeringen en vapenvila som godtogs av EZLN. EZLN:s synpunkter beaktades och fortfarande 2014 betraktas aktionen som framgångsrik.